# 德拉甘·基恰诺维奇
德拉甘·基恰诺维奇（羅馬化：Dragan Kićanović，1953年8月17日—），塞尔维亚男子篮球运动员。他曾代表南斯拉夫国家队参加1976年和1980年夏季奥林匹克运动会篮球比赛，获得一枚金牌和一枚银牌。